# Список фильмов по комиксам Image Comics
Список игровых и анимационных фильмов и сериалов, основанных на комиксах Image Comics.
Для некоторых телесериалов и фильмов, указанных ниже, Image Comics не начинала публикацию соответствующих комиксов до тех пор, пока телесериал или фильм не были выпущены. Заголовки, выделенные ниже жирным шрифтом - это те, для которых Image опубликовали соответствующие комиксы после дебюта телесериала или фильма.

## Фильмы
| Год            | Название                                | Студии | Примечание                                                         |
| -------------- | --------------------------------------- | --- | ------------------------------------------------------------------ |
| 1994           | Ворон                                   | Miramax Films/Dimension Films/Entertainment Media Investment Corporation/Pressman Film/Jeff Most Productions                                                                                        | Комикс издан в то время издательством Caliber Comics.              |
| 1995           | Танкистка                               | United Artists/Trilogy Entertainment Group |                                                                    |
| 1996           | Ворон 2: Город ангелов                  | Miramax Films/Dimension Films/Pressman Film/Jeff Most Productions | Сиквел фильма Ворон.                                               |
| 1997           | Спаун                                   | New Line Cinema/Todd McFarlane Entertainment | Экранизация комикса «Спаун» Тодда Макфарлейна.                     |
| 1999           | Таинственные люди                       | Universal Pictures/Dark Horse Entertainment/Golar Productions |                                                                    |
| 2000           | Ворон 3: Спасение                       | Miramax Films/Dimension Films/IMF/Pacifica Film Development/Edward R. Pressman Film Corporation/Jeff Most Productions                                                                               | Третья часть серии фильмов Ворон.                                  |
| 2003           | Пуленепробиваемый монах                 | Metro-Goldwyn-Mayer/Lakeshore Entertainment/Mosaic Media Group/Lion Rock Productions |                                                                    |
| 2005           | Ворон: Жестокое причастие               | Dimension Films/Pressman Film/Jeff Most Productions/Fubu Films | Четвертая часть серии фильмов Ворон.                               |
| 2010           | Пипец                                   | Lionsgate/Universal Pictures/Marv Films/Plan B Entertainment | Комикс издан в то время издательством Icon Comics (Marvel comics). |
| 2013           | Пипец 2                                 | Universal Pictures/Dentsu/Marv Films/Plan B Entertainment | Сиквел фильма Пипец.                                               |
| 2013           | Капитан Баттл: Война наследия           | Saint James Films/Sterling Entertainment/Tom Cat Films |                                                                    |
| 2014           | Писака                                  | XLRator Media/Caliber Media Company/New Artists Alliance |                                                                    |
| 2016           | Срок жизни                              | Focus World/PalmStar Entertainment/WWE Studios/Wild West Picture Show Company/Merced Media Partners                                                                                                 |                                                                    |
| 2016           | Офицер Доун                             | Magnet Releasing |                                                                    |
| 2017           | Я сражаюсь с великанами                 | RLJE Films/1492 Pictures/Ocean Blue Entertainment/XYZ Films/uMedia/Man of Action Studios/Parallel Films/Adonais Productions                                                                         | Основан на комиксе «Я убиваю великанов».                           |
| 2019           | Случайные акты насилия                  | Telefilm Canada/Shudder/Elevation Pictures/SND Films/Wicked Rig/ Manis Films/JoBlo Productions/Kickstart Comics                                                                                     |                                                                    |
| 2020           | Последние дни американской преступности | Netflix/Radical Studios/Mandalay Pictures |                                                                    |
| 2020           | Бессмертная гвардия                     | Netflix/Skydance Media/Denver and Delilah Productions/Marc Evans Productions |                                                                    |
| 2024           | Ворон                                   | Lionsgate/FilmNation Entertainment/Edward R. Pressman Film Corporation/DavisFilms/The Electric Shadow Company/Ashland Hill Media Finance/Hassell Free Productions/Media Capital Technologies/30WEST | Перезапуск фильма Ворон.                                           |
| 2025           | Бессмертная гвардия 2                   | Netflix/Skydance Media/Denver and Delilah Productions/Marc Evans Productions | Сиквел фильма Бессмертная гвардия.                                 |
| Анонсированные |                                         | |                                                                    |
| TBA            | Король Спаун                            | Universal Pictures/Blumhouse Productions/Todd McFarlane Entertainment | Препродакшн                                                        |
| TBA            | Хардкор                                 | Universal Pictures/Skybound Entertainment/Montauk Chair | Препродакшн                                                        |
| TBA            | Авенджелина                             | LuckyChap Entertainment | В разработке                                                       |

## Сериалы
| Год            | Название                                          | Серий | Сезонов | Канал                 | Примечание                                    |
| -------------- | ------------------------------------------------- | ----- | ------- | --------------------- | --------------------------------------------- |
| 1998-1999      | Ворон: Лестница в небо                            | 22    | 1       | Broadcast syndication | Основан на комиксах «Ворон».                  |
| 2010-2022      | Ходячие мертвецы                                  | 177   | 11      | AMC                   | Первый сериал франшизы Ходячие мертвецы.      |
| 2015-2016      | Силы                                              | 20    | 2       | PlayStation Network   | Основан на серию комиксов «Силы».             |
| 2015-2023      | Бойтесь ходячих мертвецов                         | 113   | 8       | AMC                   | Второй сериал франшизы Ходячие мертвецы.      |
| 2016-2021      | Вайнона Эрп                                       | 49    | 4       | Syfy / Spacе          | Основан на серию комиксов «Вайнона Эрп».      |
| 2016-2018      | Изгой                                             | 20    | 2       | Cinemax               | Основан на комиксе «Outcast».                 |
| 2017-2019      | Хэппи                                             | 18    | 2       | Syfy                  | Основан на серию комиксов «Happy!».           |
| 2018-2019      | Академия смерти                                   | 10    | 1       | Syfy                  | Основан на серию комиксов «Deadly Class».     |
| 2020-2021      | Ходячие мертвецы: Мир за пределами                | 20    | 2       | AMC                   | Части франшизы Ходячие мертвецы.              |
| 2021           | Наследие Юпитера                                  | 8     | 1       | Netflix               | Основан на серию комиксов «Наследие Юпитера». |
| 2022           | Газетчицы                                         | 8     | 1       | Amazon Prime Video    | Основан на серию комиксов «Paper Girls».      |
| 2022           | Истории ходячих мертвецов                         | 6     | 1       | AMC                   | Части франшизы Ходячие мертвецы.              |
| 2023           | Избранный                                         | 6     | 1       | Netflix               |                                               |
| 2024           | Ходячие мертвецы: Выжившие                        | 6     | 1       | AMC                   | Части франшизы Ходячие мертвецы.              |
| Транслируется  |                                                   |       |         |                       |                                               |
| 2023-          | Ходячие мертвецы: Мёртвый город                   | 14    | 2       | AMC                   | Части франшизы Ходячие мертвецы.              |
| 2023-          | Ходячие мертвецы: Дэрил Диксон                    | 12    | 2       | AMC                   | Части франшизы Ходячие мертвецы.              |
| 2025           | Воскрешение                                       | 10    | 1       | Syfy                  |                                               |
| Анонсированные |                                                   |       |         |                       |                                               |
| TBA            | Красота                                           | TBA   | TBA     | TBA                   |                                               |
| TBA            | Ещё больше истории из вселенной ходячих мертвецов | 6     | 1       | AMC                   | Части франшизы Ходячие мертвецы.              |

### Веб сериалы
| Год       | Название                                   | Серий | Примечание |
| --------- | ------------------------------------------ | ----- | --- |
| 2011      | Ходячие мертвецы: Разорванный              | 6     | События перед первым сезоном Ходячих мертвецов.                                                                          |
| 2012      | Ходячие мертвецы: Хранение в холодильнике  | 4     | События перед первым сезоном Ходячих мертвецов.                                                                          |
| 2013      | Ходячие мертвецы: Клятва                   | 3     | События перед первым сезоном Ходячих мертвецов.                                                                          |
| 2015-2016 | Бойтесь Ходячих мертвецов: Рейс 462        | 16    | Действие происходит в третьем эпизоде первого сезона Бойтесь ходячих мертвецов.                                          |
| 2016-2017 | Бойтесь Ходячих мертвецов: Проход          | 16    | Действия происходят перед третьим сезоном Бойтесь ходячих мертвецов.                                                     |
| 2017-2018 | Ходячие мертвецы: Красное Мачете           | 6     | Действие происходит во время всего апокалипсиса, в основном в течение 4, 5, 7 и 8 сезонов Ходячих мертвецов и после них. |
| 2019      | Бойтесь Ходячих мертвецов: Ленты Алтеи     | 6     | Действия происходят перед второй половиной пятого сезона Бойтесь ходячих мертвецов.                                      |
| 2022      | Бойтесь Ходячих мертвецов: Мертвецы в воде | 6     | Действия происходят перед шестого сезона Бойтесь ходячих мертвецов.                                                      |

### Пилотные эпизоды
| Год  | Название    | Канал                                    | Примечание      |
| ---- | ----------- | ---------------------------------------- | --------------- |
| 2014 | Огромный    | 20th Century Fox Television Distribution | Пилотный эпизод |
| 2016 | Нэнси в аду |                                          | Пилотный эпизод |

## Мультфильмы
| Год  | Название                                                            | Студия                                                                            | Примечание                                                      |
| ---- | ------------------------------------------------------------------- | --------------------------------------------------------------------------------- | --------------------------------------------------------------- |
| 1995 | Юная кровь':                                                        | Extreme Studios/Roustabout Productions                                            |                                                                 |
| 1998 | Ген 13                                                              | Buena Vista Pictures/Paramount Pictures/WildStorm Productions/Aegis Entertainment |                                                                 |
| 2010 | Огнедышащий                                                         | Cartoon Network Studios/Pistor Productions                                        |                                                                 |
| 2010 | Про                                                                 | Image Comics/YouTube                                                              | Короткометражка                                                 |
| 2011 | Бен 10/Генератор Рекс: Герои Объединяются                           | Cartoon Network Studios                                                           | Кроссовер между Бен-10: Инопланетная сверхсила и Генератор Рекс |
| 2012 | Письмо Дракуле                                                      | Kickstart Productions/Shadowline                                                  | Короткометражка                                                 |
| 2017 | Робоцып: Ходячие мертвецы. специальный выпуск: Посмотрите, кто идёт | Sony Pictures Television/Cartoon Network                                          | Спецвыпуск                                                      |
| 2022 | Radiant Black против Blaze                                          | Black Market Narrative/Tiger Animation                                            | Короткометражка                                                 |
| 2023 | Неуязвимый: Атомная Ева                                             | Amazon Studios/Skybound Entertainment                                             | Спецвыпуск                                                      |

## Мультсериалы
| Год           | Название                                    | Серий | Сезонов | Канал           | Примечания                 |
| ------------- | ------------------------------------------- | ----- | ------- | --------------- | -------------------------- |
| 1994-1995     | Дикие коты, или Команда отчаянных трапперов | 13    | 1       | CBS             |                            |
| 1995          | Макс                                        | 13    | 1       | MTV             |                            |
| 1995-1996     | Дракон-полицейский':                        | 26    | 2       | USA Network     |                            |
| 1997-1999     | Спаун                                       | 18    | 3       | HBO             |                            |
| 2008          | Боевой Папа                                 | 8     | 1       | Spike TV        |                            |
| 2008          | Неуязвимый                                  | 19    | 1       | MTV2            | Анимированный комикс.      |
| 2010-2013     | Генератор Рекс                              | 60    | 3       | Cartoon Network |                            |
| 2018-2019     | Супер Динозавр':                            | 26    | 1       | Teletoon        |                            |
| Транслируется |                                             |       |         |                 |                            |
| 2021-         | Неуязвимый                                  | 25    | 3       | Amazon Video    | Продлён на четвертый сезон |
| В разработке  |                                             |       |         |                 |                            |
| TBA           | Ночи                                        | TBA   | TBA     | TBA             |                            |

## ИмпринтыImage Comics

### Фильмы
| Год  | Название     | Студия | Примечание                                               |
| ---- | ------------ | --- | -------------------------------------------------------- |
| 2000 | Клинок ведьм | Warner Bros. Television/Turner Network Television/ Top Cow Productions/Halsted Pictures/                                    | Телевизионный фильм. Пилот для телесериала Клинок ведьм. |
| 2008 | Особо опасен | Universal Pictures/Relativity Media/Top Cow Productions/Marc Platt Productions/Spyglass Entertainment/Kickstart Productions | Основан на комиксе «Особо опасен».                       |

### Сериалы
| Год       | Название     | Серий | Сезонов | Канал | Примечание                       |
| --------- | ------------ | ----- | ------- | ----- | -------------------------------- |
| 2001-2002 | Клинок ведьм | 23    | 2       | TNT   | Продолжение фильма Клинок ведьм. |

### Мультсериалы
| Год  | Название     | Серий | Сезонов | Канал                     | Примечание    |
| ---- | ------------ | ----- | ------- | ------------------------- | ------------- |
| 2006 | Клинок ведьм | 24    | 1       | Tokyo Broadcasting System | Аниме сериал. |